# Bat Out of Hell
Bat Out of Hell je první sólové studiové album amerického zpěváka Meat Loafa (předtím vydal pouze desku Stoney & Meatloaf, což byla spolupráce se zpěvačkou Shaun Murphy). Album vyšlo v roce 1977 a jeho producentem byl Todd Rundgren. V USA se stalo čtrnáctkrát platinovým (RIAA). Platinovou desku získalo v několika dalších zemích.

## Seznam skladeb
Autorem všech skladeb je Jim Steinman.
1. „Bat Out of Hell“ – 9:48
2. „You Took the Words Right Out of My Mouth (Hot Summer Night)“ – 5:04
3. „Heaven Can Wait“ – 4:38
4. „All Revved Up with No Place to Go“ – 4:19
5. „Two Out of Three Ain't Bad“ – 5:23
6. „Paradise by the Dashboard Light“ – 8:28
7. „For Crying Out Loud“ – 8:45

## Obsazení
- Meat Loaf – zpěv, perkuse
- Todd Rundgren – kytara, perkuse, klávesy, doprovodné vokály
- Kasim Sulton – baskytara, doprovodné vokály
- Roy Bittan – klavír, klávesy
- Steve Margoshes – klavír
- Cheryl Hardwick – klavír
- Jim Steinman – klávesy, perkuse
- Roger Powell – syntezátor
- Edgar Winter – saxofon
- Max Weinberg – bicí
- Willie Wilcox – bicí
- Marcia McClain – hlas
- Phil Rizzuto – hlas
- Ellen Foley – doprovodné vokály
- Rory Dodd – doprovodné vokály
- Gene Orloff – housle
- New York Philharmonic a Philadelphia Orchestra